# Parafia św. Jerzego w Podlesiu
Parafia świętego Jerzego w Podlesiu – parafia rzymskokatolicka, znajdująca się w diecezji opolskiej, w dekanacie Głuchołazy.